# Katharine Towne
Katharine Towne (* 17. Juli 1978 in Hollywood, Kalifornien) ist eine US-amerikanische Schauspielerin.

## Leben
Katharine Towne ist eine Tochter der Schauspielerin Julie Payne und des Drehbuchautors Robert Towne, ihre Großeltern John Payne und Anne Shirley waren ebenfalls Schauspieler. Sie debütierte im Filmdrama Cool Girl (1998), in dem sie neben Dominique Swain und Sean Patrick Flanery spielte. In der Komödie Der Junggeselle (1999) trat sie in der Rolle von Monique neben Chris O’Donnell und Renée Zellweger auf. Im Thriller Schatten der Wahrheit (2000) war sie neben Harrison Ford und Michelle Pfeiffer zu sehen.
In der Komödie Sol Goode (2001) und im Fernsehfilm Close to Home (2001) spielte sie jeweils eine der Hauptrollen. In der SF-Komödie Evolution (2001) spielte sie die Studentin des Professors Harry Block (Orlando Jones) Nadine, die mit dem Professor zu flirten versucht. Im Horrorfilm LD 50 Lethal Dose (2003) folgte eine weitere Hauptrolle. In der Komödie Easy Six (2003) trat sie in einer der Hauptrollen neben Julian Sands und James Belushi auf.
Towne war in den Jahren 1999 bis 2002 mit dem Schauspieler Charlie Hunnam verheiratet. Diesen traf sie 1999 beim Vorsprechen für die Serie Dawsons Creek.

## Filmografie
- 1998: Cool Girl (Girl)
- 1999: Eine wie keine (She’s all that)
- 1999: Weil ich ein Mädchen bin (But I'm a Cheerleader)
- 1999: Der Junggeselle (The Bachelor)
- 2000: M.Y.O.B. (Fernsehserie, 4 Folgen)
- 2000: Die eiskalte Clique (The In Crowd)
- 2000: Schatten der Wahrheit (What Lies Beneath)
- 2001: Sol Goode
- 2001: Close to Home
- 2001: Stadt, Land, Kuss (Town & Country)
- 2001: Mulholland Drive – Straße der Finsternis (Mulholland Dr.)
- 2001: Evolution
- 2001: American Campus – Reif für die Uni? (Undeclared, Fernsehserie, Folge 1x04)
- 2002: Sweet Home Alabama – Liebe auf Umwegen (Sweet Home Alabama) (unverwendete Szenen)
- 2002: Scream at the Sound of the Beep
- 2002: The Anarchist Cookbook
- 2003: LD 50 Lethal Dose
- 2003: Easy Six
- 2004: Trespassing
- 2005: Mr. Dramatic
- 2005: Barry Dingle
- 2006: Neue Liebe, neues Glück (Something New)
- 2006: Looking for Sunday
- 2007: Die Eisprinzen (Blades of Glory)
- 2007: Tell Me You Love Me (Fernsehserie, 9 Folgen)
- 2009: Blur (Film)
- 2009: Amar
- 2011: CSI: NY (Fernsehserie, Folge 7x16)
- 2012: The Aquabats! Super Show! (Fernsehserie, Folge 1x04)
- 2012: Beauty and the Least: The Misadventures of Ben Banks